# Хуліо Пенья
Хуліо Пенья Фернандес (нар. 15 липня 2000, Сан-Себастьян) — іспанський актор та співак. 

## Життєпис
Хлопець виріс в Мадриді, де і робив свої перші кроки як майбутній актор: він часто виступав на сцені в п'єсах, які ставились в його школі. Крім того, відвідував в дитинстві театральні гуртки, вчився грати на фортепіано протягом 9 років.
У 2018 році він був обраний для головної ролі в оригінальному серіалі «Біа» на каналі Disney Channel у ролі Мануеля Гутьєрреса. Він отримав роль, коли навчався в театральній школі Jana в Мадриді. Хоча спочатку він не хотів, його взяли на роботу після того, як він пройшов останні випробування, переїхавши до Буенос-Айреса. Завдяки своїй ролі він був номінований на премію Kids' Choice Awards в Мексиці в 2020 році як улюблений телевізійний актор, на премію «Найпопулярніші нагороди» у 2021 році як актор року та на премію SEC Awards у Бразилії як найкращий актор у підлітковому серіалі. У 2021 році він взяв участь у мюзиклі Something Rotten!, перекладеному на іспанську Маркосом Арбексом, прем'єра якого відбулася в театрі Arapiles в Мадриді.
У січні 2021 року він приєднався до іспанського телесеріалу Acacias 38, де грав Гільєрмо Сакрістана. У квітні 2021 року було оголошено про його участь в фільмі від Netflix «Крізь моє вікно», заснованому на однойменному романі-бестселері, де він грає Ареса Ідальго, головного героя. Через кілька місяців він взяв участь у музичному відео на пісню «Berlín» Айтани.